# Campeonato Mundial de Handebol Masculino de 2011
O Campeonato Mundial de Handebol ou Andebol de 2011 foi a 22ª edição do principal evento organizado pela Federação Internacional de Handebol (IHF) e realizada entre 13 e 30 de janeiro, na Suécia.
A França conquistou o bicampeonato mundial e o quarto título no total ao vencer a decisão contra a Dinamarca por 37 a 35, após a disputa da prorrogação.

## Sedes
Um dos objetivos do campeonato foi criar uma festa multi-cultural, que se estendesse além dos estádios de handebol. A cidades-sedes ficaram localizadas em Malmö, Lund, Kristianstad, Gotemburgo, Skövde, Jönköping, Linköping e Norrköping.
As finais e uma das semifinais, foram hospedados na Malmö Arena, Malmö. A segunda semifinal foi jogada na Kristianstad Arena, em Kristianstad.
| Malmö              | Gotemburgo         | Linköping          | Norrköping           |
| ------------------ | ------------------ | ------------------ | -------------------- |
| Malmö Arena        | Scandinavium       | Cloetta Center     | Himmelstalundshallen |
| Capacidade: 13 000 | Capacidade: 12 044 | Capacidade: 8 500  | Capacidade: 4 300    |
|                    |                    |                    |                      |
| Jönköping          | Skövde             | Kristianstad       | Lund                 |
| Kinnarps Arena     | Arena Skövde       | Kristianstad Arena | FFS Arena            |
| Capacidade: 7 000  | Capacidade: 2 500  | Capacidade: 4 700  | Capacidade: 3 000    |
|                    |                    |                    |                      |

## Equipes qualificadas
Um total de 24 seleções nacionais obtiveram qualificação para o torneio. A definição das equipes participantes aconteceu de acordo com os resultados dos campeonatos continentais do ano anterior:
| CAHB (3) - Argélia - Egito - Tunísia AHF (3) - Bahrein - Coreia do Sul - Japão | PATHF (3) - Argentina - Brasil - Chile OHF (1) - Austrália | EHF (14) - Alemanha - Áustria - Croácia - Dinamarca - Eslováquia - Espanha - França | EHF (continuação) - Hungria - Islândia - Noruega - Polônia - Romênia - Sérvia - Suécia (sede) |  |

## Primeira fase
Nessa fase, as 24 equipes participantes foram divididas em quatro grupos com seis equipes cada. Após se enfrentarem no sistema de todos contra todos, dentro dos grupos, as três melhores equipes de cada grupo avançaram para a segunda fase e as últimas três classificadas para os jogos de classificação.
|  | Equipes classificadas para a segunda fase  |
|  | Equipes disputam os jogos de classificação |

Todas as partidas seguem o fuso horário da Suécia (UTC+1).

### Grupo A
| Seleção  | P | J | V | E | D | GP  | GC  | SG  |
| -------- | - | - | - | - | - | --- | --- | --- |
| França   | 9 | 5 | 4 | 1 | 0 | 159 | 106 | +53 |
| Espanha  | 9 | 5 | 4 | 1 | 0 | 139 | 110 | +29 |
| Alemanha | 6 | 5 | 3 | 0 | 2 | 151 | 125 | +26 |
| Egito    | 2 | 5 | 1 | 0 | 4 | 115 | 139 | -24 |
| Tunísia  | 2 | 5 | 1 | 0 | 4 | 114 | 137 | -23 |
| Bahrein  | 2 | 5 | 1 | 0 | 4 | 105 | 166 | -61 |

| 14 de janeiro | França      | 32 – 19          | Tunísia    | Kristianstad Arena, Kristianstad                   |
| 18:00         | Karabatić 6 | (15–9) Relatório | Megannem 6 | Público: 2 500 Árbitro: DEN Ejby Pedersen e Olesen |

| 14 de janeiro | Alemanha     | 30 – 25           | Egito      | FFS Arena, Lund                               |
| 18:15         | Gensheimer 9 | (15–12) Relatório | El Ahmar 6 | Público: 1 410 Árbitro: CZE Horáček e Novotný |

| 14 de janeiro | Espanha                                       | 32 – 22           | Bahrein | Kristianstad Arena, Kristianstad             |
| 20:15         | Garabaya, García Parrondo, García Lorenzana 4 | (15–12) Relatório | Madan 5 | Árbitro: BRA Aparecido Pinto e Aires Menezes |

| 16 de janeiro | Bahrein            | 18 – 38          | Alemanha   | Kristianstad Arena, Kristianstad |
| 16:15         | Madan, Al Sayyad 4 | (9–20) Relatório | Kaufmann 9 | Árbitro: ARG Marina e Minore     |

| 16 de janeiro | Tunísia         | 18 – 21         | Espanha         | FFS Arena, Lund                             |
| 17:30         | Tej, Megannem 4 | (7–9) Relatório | A. Entrerríos 5 | Público: 1 820 Árbitro: SLO Krstič e Ljubič |

| 16 de janeiro | Egito      | 19 – 28          | França   | Kristianstad Arena, Kristianstad      |
| 18:45         | El Ahmar 4 | (8–12) Relatório | Guigou 5 | Árbitro: NOR Abrahamsen e Kristiansen |

| 17 de janeiro | Espanha                                 | 26 – 24           | Alemanha               | Kristianstad Arena, Kristianstad                   |
| 18:30         | Aguinagalde, García Lorenzana, Romero 5 | (13–13) Relatório | Gensheimer, Glandorf 4 | Público: 3 247 Árbitro: DEN Ejby Pedersen e Olesen |

| 17 de janeiro | França  | 41 – 17           | Bahrein     | FFS Arena, Lund                      |
| 20:30         | Joli 11 | (23–10) Relatório | Al Sayyad 3 | Árbitro: UAE Al-Marzouqi e Al-Nuaimi |

| 17 de janeiro | Tunísia | 23 – 27           | Egito       | Kristianstad Arena, Kristianstad              |
| 20:45         | Ayed 7  | (10–11) Relatório | El Ahmar 10 | Público: 3 247 Árbitro: CZE Horáček e Novotný |

| 19 de janeiro | Bahrein     | 21 – 28           | Tunísia | FFS Arena, Lund                           |
| 18:00         | Al Sayyad 6 | (12–15) Relatório | Tej 7   | Público: 950 Árbitro: ARG Marina e Minore |

| 19 de janeiro | Alemanha | 23 – 30           | França      | Kristianstad Arena, Kristianstad              |
| 18:15         | Kraus 7  | (10–13) Relatório | Accambray 5 | Público: 4 148 Árbitro: CZE Horáček e Novotný |

| 19 de janeiro | Espanha | 31 – 18          | Egito     | Kristianstad Arena, Kristianstad            |
| 20:30         | Rocas 7 | (14–9) Relatório | Mamdouh 5 | Público: 4 148 Árbitro: SLO Krstič e Ljubič |

| 20 de janeiro | Egito     | 26 – 27           | Bahrein     | FFS Arena, Lund                                   |
| 18:00         | Mabrouk 7 | (16–15) Relatório | Al Sayyad 9 | Público: 750 Árbitro: IRI Karbaschi e Kolahdouzan |

| 20 de janeiro | Alemanha | 36 – 26           | Tunísia    | Kristianstad Arena, Kristianstad                 |
| 18:30         | Hens 6   | (15–12) Relatório | Megannem 6 | Público: 3 885 Árbitro: SVK Baďura e Ondogrecula |

| 20 de janeiro | França   | 28 – 28           | Espanha         | Kristianstad Arena, Kristianstad                   |
| 20:45         | Guigou 6 | (18–13) Relatório | A. Entrerríos 7 | Público: 3 885 Árbitro: DEN Olesen e Ejby Pedersen |

### Grupo B
| Seleção  | P  | J | V | E | D | GP  | GC  | SG  |
| -------- | -- | - | - | - | - | --- | --- | --- |
| Islândia | 10 | 5 | 5 | 0 | 0 | 157 | 119 | +38 |
| Hungria  | 8  | 5 | 4 | 0 | 1 | 148 | 133 | +15 |
| Noruega  | 6  | 5 | 3 | 0 | 2 | 139 | 136 | +3  |
| Japão    | 4  | 5 | 2 | 0 | 3 | 141 | 161 | -20 |
| Áustria  | 2  | 5 | 1 | 0 | 4 | 144 | 148 | -4  |
| Brasil   | 0  | 5 | 0 | 0 | 5 | 131 | 163 | -32 |

| 14 de janeiro | Islândia     | 32 – 26           | Hungria  | Himmelstalundshallen, Norrköping           |
| 17:00         | Pálmarsson 8 | (14–11) Relatório | Mocsai 5 | Árbitro: ESP Raluy López e Sabroso Ramírez |

| 14 de janeiro | Noruega  | 35 – 29           | Japão      | Himmelstalundshallen, Norrköping             |
| 19:10         | Myrhol 9 | (18–13) Relatório | Kadoyama 7 | Público: 2 753 Árbitro: ALG Mezian e Othmane |

| 14 de janeiro | Áustria      | 34 – 24           | Brasil              | Himmelstalundshallen, Norrköping            |
| 21:30         | Wilczynski 9 | (17–13) Relatório | Bortolini, Santos 4 | Público: 2 753 Árbitro: GER Geipel e Helbig |

| 15 de janeiro | Hungria                           | 26 – 23           | Noruega    | Himmelstalundshallen, Norrköping |
| 16:30         | Ilyés, G. Iváncsik, T. Iváncsik 5 | (14–16) Relatório | Kjelling 7 | Árbitro: GER Geipel e Helbig     |

| 15 de janeiro | Japão      | 33 – 30           | Áustria    | Himmelstalundshallen, Norrköping           |
| 18:45         | Miyazaki 8 | (18–11) Relatório | Szilágyi 8 | Árbitro: ESP Raluy López e Sabroso Ramírez |

| 15 de janeiro | Brasil    | 26 – 34           | Islândia      | Himmelstalundshallen, Norrköping |
| 21:00         | Ribeiro 7 | (12–19) Relatório | Sigurðsson 11 | Árbitro: SWE Canbro e Claesson   |

| 17 de janeiro | Hungria     | 36 – 24           | Brasil      | Cloetta Center, Linköping        |
| 17:00         | Harsányi 10 | (18–11) Relatório | Bortolini 8 | Árbitro: SRB Nikolić e Stojković |

| 17 de janeiro | Noruega    | 33 – 27           | Áustria   | Cloetta Center, Linköping                     |
| 19:10         | Tvedten 10 | (16–11) Relatório | Božović 6 | Público: 2 700 Árbitro: SWE Canbro e Claesson |

| 17 de janeiro | Islândia     | 36 – 22          | Japão      | Cloetta Center, Linköping        |
| 21:30         | Sigurðsson 9 | (22–8) Relatório | Kadoyama 5 | Árbitro: CIV Coulibaly e Diabaté |

| 18 de janeiro | Japão      | 24 – 28          | Hungria       | Cloetta Center, Linköping                     |
| 17:00         | Miyazaki 5 | (8–13) Relatório | G. Iváncsik 9 | Público: 1 800 Árbitro: SWE Canbro e Claesson |

| 18 de janeiro | Noruega  | 26 – 25           | Brasil    | Cloetta Center, Linköping                       |
| 19:10         | Myrhol 7 | (13–12) Relatório | Pacheco 6 | Público: 2 717 Árbitro: CIV Coulibaly e Diabaté |

| 18 de janeiro | Áustria | 23 – 26           | Islândia    | Cloetta Center, Linköping                  |
| 21:30         | Weber 8 | (16–11) Relatório | Petersson 7 | Público: 2 612 Árbitro: ROU Stark e Ştefan |

| 20 de janeiro | Brasil     | 32 – 33           | Japão       | Cloetta Center, Linköping                  |
| 17:00         | Teixeira 8 | (12–13) Relatório | Suematsu 12 | Público: 4 252 Árbitro: ROU Stark e Ştefan |

| 20 de janeiro | Islândia     | 29 – 22           | Noruega   | Cloetta Center, Linköping                     |
| 19:10         | Guðjónsson 7 | (12–12) Relatório | Tvedten 7 | Público: 5 817 Árbitro: SWE Canbro e Claesson |

| 20 de janeiro | Áustria    | 30 – 32           | Hungria         | Cloetta Center, Linköping                       |
| 21:30         | Szilágyi 7 | (16–13) Relatório | Császár, Törő 5 | Público: 2 340 Árbitro: SRB Nikolić e Stojković |

### Grupo C
| Seleção   | P  | J | V | E | D | GP  | GC  | SG   |
| --------- | -- | - | - | - | - | --- | --- | ---- |
| Dinamarca | 10 | 5 | 5 | 0 | 0 | 181 | 117 | +64  |
| Croácia   | 7  | 5 | 3 | 1 | 1 | 148 | 109 | +39  |
| Sérvia    | 5  | 5 | 2 | 1 | 2 | 139 | 139 | 0    |
| Argélia   | 4  | 5 | 2 | 0 | 3 | 100 | 109 | -9   |
| Romênia   | 4  | 5 | 2 | 0 | 3 | 132 | 129 | +9   |
| Austrália | 0  | 5 | 0 | 0 | 5 | 77  | 180 | -103 |

| 14 de janeiro | Croácia  | 27 – 21           | Romênia   | Malmö Arena, Malmö                           |
| 18:00         | Strlek 8 | (11–13) Relatório | Stamate 7 | Público: 6 643 Árbitro: FRA Lazaar e Reveret |

| 14 de janeiro | Dinamarca      | 47 – 12          | Austrália | Malmö Arena, Malmö                          |
| 20:15         | Christiansen 8 | (21–8) Relatório | Calvert 4 | Público: 6 643 Árbitro: ARG Marina e Minore |

| 14 de janeiro | Sérvia  | 25 – 24          | Argélia   | FFS Arena, Lund                                     |
| 20:45         | Vujin 6 | (13–9) Relatório | Berkous 7 | Público: 1 275 Árbitro: UAE Al-Marzouqi e Al-Nuaimi |

| 16 de janeiro | Austrália  | 18 – 35          | Sérvia  | Malmö Arena, Malmö                   |
| 18:00         | Fletcher 5 | (8–16) Relatório | Vujin 7 | Árbitro: IRI Karbaschi e Kolahdouzan |

| 16 de janeiro | Argélia            | 15 – 26          | Croácia | FFS Arena, Lund                                             |
| 20:00         | Berkous, Boultif 4 | (8–16) Relatório | Balić 6 | Público: 1 943 Árbitro: BRA Aires Menezes e Aparecido Pinto |

| 16 de janeiro | Romênia  | 30 – 39           | Dinamarca      | Malmö Arena, Malmö                |
| 20:15         | Florea 7 | (16–17) Relatório | Christiansen 6 | Árbitro: SVK Baďura e Ondogrecula |

| 17 de janeiro | Croácia | 42 – 15          | Austrália                    | Malmö Arena, Malmö                |
| 18:00         | Musa 8  | (19–9) Relatório | Calvert, Fletcher, Subotic 3 | Árbitro: SVK Baďura e Ondogrecula |

| 17 de janeiro | Romênia   | 14 – 15          | Argélia            | FFS Arena, Lund                                    |
| 18:00         | Ghionea 7 | (10–8) Relatório | Berkous, Boultif 4 | Público: 920 Árbitro: NOR Abrahamsen e Kristiansen |

| 17 de janeiro | Dinamarca | 35 – 27           | Sérvia  | Malmö Arena, Malmö                           |
| 20:15         | Hansen 11 | (16–14) Relatório | Vujin 7 | Público: 8 164 Árbitro: FRA Lazaar e Reveret |

| 19 de janeiro | Sérvia     | 24 – 24           | Croácia | Malmö Arena, Malmö                                   |
| 18:00         | Nikčević 7 | (13–12) Relatório | Vori 8  | Público: 7 269 Árbitro: NOR Abrahamsen e Kristiansen |

| 19 de janeiro | Dinamarca             | 26 – 19          | Argélia   | Malmö Arena, Malmö                                  |
| 20:15         | Svan Hansen, Hansen 5 | (16–9) Relatório | Boultif 5 | Público: 8 830 Árbitro: IRI Karbaschi e Kolahdouzan |

| 19 de janeiro | Austrália | 14 – 29          | Romênia  | FFS Arena, Lund                                           |
| 20:30         | Calvert 7 | (6–14) Relatório | Florea 7 | Público: 800 Árbitro: BRA Aires Menezes e Aparecido Pinto |

| 20 de janeiro | Argélia                       | 27 – 18           | Austrália  | Malmö Arena, Malmö                                  |
| 18:00         | Berkous, Hamoud Ayat, Hamad 5 | (12–11) Relatório | Fletcher 6 | Público: 4 960 Árbitro: UAE Al-Marzouqi e Al-Nuaimi |

| 20 de janeiro | Croácia | 29 – 34           | Dinamarca      | Malmö Arena, Malmö                            |
| 20:15         | Zrnić 8 | (16–15) Relatório | Søndergaard 10 | Público: 11 307 Árbitro: FRA Lazaar e Reveret |

| 20 de janeiro | Sérvia | 28 – 38           | Romênia   | FFS Arena, Lund                           |
| 20:30         | Ilić 6 | (17–20) Relatório | Stamate 9 | Público: 860 Árbitro: SLO Krstič e Ljubič |

### Grupo D
| Seleção       | P | J | V | E | D | GP  | GC  | SG  |
| ------------- | - | - | - | - | - | --- | --- | --- |
| Suécia        | 8 | 5 | 4 | 0 | 1 | 142 | 112 | +30 |
| Polônia       | 8 | 5 | 4 | 0 | 1 | 143 | 123 | +20 |
| Argentina     | 7 | 5 | 3 | 1 | 1 | 133 | 114 | +19 |
| Coreia do Sul | 5 | 5 | 2 | 1 | 2 | 137 | 128 | +9  |
| Eslováquia    | 1 | 5 | 0 | 1 | 4 | 128 | 156 | -28 |
| Chile         | 1 | 5 | 0 | 1 | 4 | 117 | 167 | -50 |

| 13 de janeiro | Suécia            | 28 – 18          | Chile            | Scandinavium, Gotemburgo                         |
| 20:15         | Ekdahl Du Rietz 6 | (15–8) Relatório | Em. Feuchtmann 4 | Público: 10 368 Árbitro: SRB Nikolić e Stojković |

| 14 de janeiro | Coreia do Sul | 25 – 25           | Argentina      | Scandinavium, Gotemburgo                   |
| 18:15         | Lee Jae-Woo 9 | (14–11) Relatório | F. Fernández 5 | Público: 1 733 Árbitro: ROU Stark e Ştefan |

| 14 de janeiro | Polônia      | 35 – 33           | Eslováquia      | Scandinavium, Gotemburgo                       |
| 20:15         | Tłuczyński 7 | (15–17) Relatório | M. Straňovský 9 | Público: 2 486 Árbitro: MKD Načevski e Nikolov |

| 15 de janeiro | Chile            | 22 – 37           | Coreia do Sul  | Scandinavium, Gotemburgo                        |
| 16:15         | Em. Feuchtmann 8 | (12–15) Relatório | Yu Dong-Geun 9 | Público: 7 727 Árbitro: CIV Coulibaly e Diabaté |

| 15 de janeiro | Eslováquia | 22 – 38           | Suécia   | Scandinavium, Gotemburgo                    |
| 18:15         | Kukučka 4  | (14–15) Relatório | Ekberg 8 | Público: 11 491 Árbitro: ROU Stark e Ştefan |

| 15 de janeiro | Argentina         | 23 – 24          | Polónia      | Scandinavium, Gotemburgo                        |
| 20:15         | Simonet, Vieyra 6 | (6–11) Relatório | Tłuczyński 5 | Público: 7 996 Árbitro: SRB Nikolić e Stojković |

| 17 de janeiro | Eslováquia                           | 18 – 23         | Argentina   | Scandinavium, Gotemburgo                    |
| 16:15         | Valo, T. Straňovský, M. Straňovský 4 | (9–7) Relatório | Fernández 9 | Público: 3 057 Árbitro: GER Geipel e Helbig |

| 17 de janeiro | Polônia               | 38 – 23           | Chile                     | Scandinavium, Gotemburgo                       |
| 18:15         | Jurasik, Tłuczyński 6 | (15–13) Relatório | Er. Feuchtmann, Salinas 6 | Público: 5 535 Árbitro: ALG Mezian e Si Bachir |

| 17 de janeiro | Suécia    | 30 – 24           | Coreia do Sul  | Scandinavium, Gotemburgo                       |
| 20:15         | Källman 8 | (14–12) Relatório | Yu Dong-Geun 7 | Público: 8 109 Árbitro: MKD Načevski e Nikolov |

| 18 de janeiro | Chile             | 29 – 29           | Eslováquia | Scandinavium, Gotemburgo                       |
| 16:15         | Em. Feuchtmann 11 | (15–12) Relatório | Šulc 7     | Público: 3 112 Árbitro: MKD Načevski e Nikolov |

| 18 de janeiro | Coreia do Sul  | 20 – 25           | Polônia            | Scandinavium, Gotemburgo                    |
| 18:15         | Yu Dong-Geun 5 | (11–10) Relatório | Tkaczyk, Jurecki 5 | Público: 6 001 Árbitro: GER Geipel e Helbig |

| 18 de janeiro | Suécia    | 22 – 27           | Argentina | Scandinavium, Gotemburgo                                  |
| 20:15         | Larholm 5 | (10–12) Relatório | Pizarro 6 | Público: 9 044 Árbitro: ESP Raluy López e Sabroso Ramírez |

| 20 de janeiro | Coreia do Sul                  | 31 – 26           | Eslováquia | Scandinavium, Gotemburgo                                  |
| 16:15         | Jeong Yi-Kyeong, Lee Jae-Woo 8 | (14–10) Relatório | Antl 9     | Público: 2 922 Árbitro: ESP Raluy López e Sabroso Ramírez |

| 20 de janeiro | Argentina | 35 – 25           | Chile            | Scandinavium, Gotemburgo                       |
| 18:15         | Pizarro 9 | (15–13) Relatório | Em. Feuchtmann 7 | Público: 7 760 Árbitro: ALG Mezian e Si Bachir |

| 20 de janeiro | Polônia    | 21 – 24           | Suécia    | Scandinavium, Gotemburgo                     |
| 20:15         | Lijewski 6 | (12–14) Relatório | Larholm 5 | Público: 11 606 Árbitro: GER Geipel e Helbig |

## Segunda fase
As 12 equipes classificadas da fase anterior serão divididas em dois grupos com seis equipes cada. Os resultados obtidos na fase anterior continuam valendo, sendo que as equipes que estavam em um grupo continuam no mesmo grupo para essa fase. Os dois primeiros colocados de cada grupo avançam para as semifinais e as demais equipes disputarão jogos de classificação.
|  | Equipes classificadas para as semifinais     |
|  | Equipes disputarão os jogos de classificação |

Todas as partidas seguem o fuso horário da Suécia (UTC+1).

### Grupo I
| Seleção  | P | J | V | E | D | GP  | GC  | SG  |
| -------- | - | - | - | - | - | --- | --- | --- |
| França   | 9 | 5 | 4 | 1 | 0 | 160 | 129 | +31 |
| Espanha  | 9 | 5 | 4 | 1 | 0 | 148 | 127 | +21 |
| Islândia | 4 | 5 | 2 | 0 | 3 | 137 | 141 | -4  |
| Hungria  | 4 | 5 | 2 | 0 | 3 | 127 | 147 | -20 |
| Noruega  | 2 | 5 | 1 | 0 | 4 | 133 | 143 | -10 |
| Alemanha | 2 | 5 | 1 | 0 | 4 | 124 | 142 | -18 |

| 22 de janeiro | Espanha  | 32 – 27           | Noruega  | Kinnarps Arena, Jönköping                  |
| 16:15         | Romero 7 | (15–12) Relatório | Myrhol 8 | Público: 5 451 Árbitro: ROU Stark e Ştefan |

| 22 de janeiro | Alemanha          | 27 – 24           | Islândia | Kinnarps Arena, Jönköping                       |
| 18:30         | Preiß, Sprenger 5 | (15–13) Relatório |          | Público: 5 670 Árbitro: SRB Nikolić e Stojković |

| 22 de janeiro | França      | 37 – 24           | Hungria  | Kinnarps Arena, Jönköping                   |
| 20:45         | Karabatić 7 | (18–13) Relatório | Mocsai 7 | Público: 2 393 Árbitro: SLO Krstič e Ljubič |

| 24 de janeiro | Islândia    | 24 – 32           | Espanha                   | Kinnarps Arena, Jönköping                   |
| 16:00         | Petersson 5 | (10–20) Relatório | Gurbindo, R. Entrerríos 6 | Público: 3 922 Árbitro: SLO Krstič e Ljubič |

| 24 de janeiro | Hungria                           | 27 – 25           | Alemanha   | Kinnarps Arena, Jönköping                          |
| 18:15         | G. Iváncsik, T. Iváncsik, Pérez 5 | (10–12) Relatório | Glandorf 5 | Público: 3 963 Árbitro: DEN Olesen e Ejby Pedersen |

| 24 de janeiro | Noruega  | 26 – 31           | França                    | Kinnarps Arena, Jönköping                                   |
| 20:30         | Hansen 8 | (14–17) Relatório | Gille, Accambray, Abalo 5 | Público: 3 847 Árbitro: BRA Aires Menezes e Aparecido Pinto |

| 25 de janeiro | Alemanha | 25 – 35           | Noruega   | Kinnarps Arena, Jönköping                  |
| 16:15         | Kraus 6  | (13–17) Relatório | Tvedten 8 | Público: 4 205 Árbitro: ROU Stark e Ştefan |

| 25 de janeiro | Espanha  | 30 – 24           | Hungria | Kinnarps Arena, Jönköping                     |
| 18:30         | Romero 9 | (13–13) Relatório | Zubai 5 | Público: 4 236 Árbitro: SWE Canbro e Claesson |

| 25 de janeiro | França      | 34 – 28           | Islândia    | Kinnarps Arena, Jönköping                      |
| 20:45         | Karabatić 7 | (16–13) Relatório | Petersson 6 | Público: 4 258 Árbitro: MKD Načevski e Nikolov |

### Grupo II
| Seleção   | P  | J | V | E | D | GP  | GC  | SG  |
| --------- | -- | - | - | - | - | --- | --- | --- |
| Dinamarca | 10 | 5 | 5 | 0 | 0 | 155 | 131 | +24 |
| Suécia    | 6  | 5 | 3 | 0 | 2 | 127 | 124 | +3  |
| Croácia   | 5  | 5 | 2 | 1 | 2 | 142 | 129 | +13 |
| Polônia   | 4  | 5 | 2 | 0 | 3 | 123 | 129 | -6  |
| Sérvia    | 3  | 5 | 1 | 1 | 3 | 127 | 139 | -12 |
| Argentina | 2  | 5 | 1 | 0 | 4 | 117 | 139 | -22 |

| 22 de janeiro | Croácia         | 36 – 18          | Argentina | FFS Arena, Lund                                  |
| 18:15         | Zrnić, Buntić 7 | (19–6) Relatório | Simonet 5 | Público: 1 050 Árbitro: SVK Baďura e Ondogrecula |

| 22 de janeiro | Sérvia  | 24 – 28           | Suécia                    | Malmö Arena, Malmö                                   |
| 18:15         | Vujin 8 | (13–12) Relatório | Ekberg, Ekdahl Du Rietz 6 | Público: 9 213 Árbitro: NOR Abrahamsen e Kristiansen |

| 22 de janeiro | Dinamarca  | 28 – 27          | Polônia                  | Malmö Arena, Malmö                             |
| 20:15         | Lindberg 6 | (15–9) Relatório | Tluczynski, Jurkiewicz 6 | Público: 11 140 Árbitro: CZE Horáček e Novotný |

| 23 de janeiro | Suécia  | 29 – 25           | Croácia | Malmö Arena, Malmö                                        |
| 18:15         | Doder 8 | (14–12) Relatório | Zrnić 9 | Público: 9 551 Árbitro: ESP Raluy López e Sabroso Ramírez |

| 23 de janeiro | Argentina             | 24 – 31           | Dinamarca | Malmö Arena, Malmö                               |
| 20:15         | Ferro, Vidal, Carou 3 | (12–17) Relatório | Hansen 7  | Público: 10 924 Árbitro: CIV Coulibaly e Diabaté |

| 23 de janeiro | Polônia       | 27 – 26           | Sérvia   | FFS Arena, Lund                              |
| 20:15         | Tłuczyński 10 | (10–11) Relatório | Vujin 11 | Público: 1 730 Árbitro: FRA Lazaar e Reveret |

| 25 de janeiro | Croácia  | 28 – 24           | Polônia              | Malmö Arena, Malmö                               |
| 18:15         | Buntić 7 | (13–11) Relatório | Jaszka, Tłuczyński 4 | Público: 8 900 Árbitro: SVK Baďura e Ondogrecula |

| 25 de janeiro | Sérvia        | 26 – 25           | Argentina                | FFS Arena, Lund                             |
| 20:15         | Vujin, Ilić 6 | (15–13) Relatório | F. Fernández, Kogovsek 5 | Público: 1 030 Árbitro: GER Geipel e Helbig |

| 25 de janeiro | Dinamarca      | 27 – 24           | Suécia            | Malmö Arena, Malmö                                    |
| 20:15         | Christiansen 6 | (17–11) Relatório | Ekdahl Du Rietz 5 | Público: 11 587 Árbitro: NOR Abrahamsen e Kristiansen |

## Jogos de classificação
| 22 de janeiro | Egito     | 34 – 28           | Japão      | Arena Skövde, Skövde                                        |
| 14:00         | Mabrouk 8 | (17–14) Relatório | Suematsu 7 | Público: 1 634 Árbitro: BRA Aires Menezes e Aparecido Pinto |

| 22 de janeiro | Tunísia   | 25 – 26           | Áustria | Kristianstad Arena, Kristianstad |
| 14:00         | Alouini 6 | (14–12) Relatório | Weber 6 | Árbitro: ARG Marina e Minore     |

| 22 de janeiro | Austrália   | 21 – 29          | Chile               | Malmö Arena, Malmö                           |
| 16:00         | Parmenter 6 | (6–17) Relatório | Salinas, Martínez 5 | Público: 1 766 Árbitro: FRA Lazaar e Reveret |

| 22 de janeiro | Argélia                        | 24 – 29 (pro)            | Coreia do Sul  | Arena Skövde, Skövde                                |
| 16:30         | Labane, Hamad, Layadi, Daoud 4 | (12–17; 23–23) Relatório | Yu Dong-Geun 8 | Público: 1 711 Árbitro: IRI Karbaschi e Kolahdouzan |

| 22 de janeiro | Romênia            | 33 – 38           | Eslováquia            | Kristianstad Arena, Kristianstad                |
| 16:30         | Ghionea, Stamate 8 | (19–22) Relatório | Kukučka, Straňovský 7 | Público: 2 490 Árbitro: CIV Coulibaly e Diabaté |

| 22 de janeiro | Bahrein    | 30 – 37           | Brasil    | FFS Arena, Lund                                         |
| 20:30         | Almaqabi 6 | (15–17) Relatório | Chiuffa 6 | Público: 550 Árbitro: ESP Raluy López e Sabroso Ramírez |

### Disputa pelo 23º lugar
| 23 de janeiro | Austrália  | 23 – 33           | Bahrein            | Malmö Arena, Malmö                        |
| 16:00         | Blondell 6 | (11–19) Relatório | Merza, Al Sayyad 7 | Público: 724 Árbitro: GER Geipel e Helbig |

### Disputa pelo 21º lugar
| 23 de janeiro | Chile            | 18 – 28           | Brasil    | FFS Arena, Lund                                |
| 18:00         | Em. Feuchtmann 7 | (11–13) Relatório | Ribeiro 6 | Público: 650 Árbitro: SVK Baďura e Ondogrecula |

### Disputa pelo 19º lugar
| 23 de janeiro | Tunísia  | 29 – 30           | Romênia           | Kristianstad Arena, Kristianstad      |
| 14:00         | Hedoui 9 | (14–17) Relatório | Florea, Stamate 8 | Árbitro: NOR Abrahamsen e Kristiansen |

### Disputa pelo 17º lugar
| 23 de janeiro | Áustria    | 35 – 39           | Eslováquia | Kristianstad Arena, Kristianstad                    |
| 16:30         | Szilágyi 7 | (18–19) Relatório | Kopčo 8    | Público: 1 546 Árbitro: UAE Al-Marzouqi e Al-Nuaimi |

### Disputa pelo 15º lugar
| 24 de janeiro | Japão   | 24 – 29           | Argélia   | Arena Skövde, Skövde                           |
| 18:00         | Kaido 6 | (13–13) Relatório | Zouaoui 8 | Público: 1 510 Árbitro: MKD Načevski e Nikolov |

### Disputa pelo 13º lugar
| 24 de janeiro | Egito        | 23 – 26           | Coreia do Sul   | Arena Skövde, Skövde                          |
| 20:30         | Abdelwares 6 | (11–12) Relatório | Park Jung-Geu 7 | Público: 1 525 Árbitro: SWE Canbro e Claesson |

### Disputa pelo 11º lugar
| 27 de janeiro | Alemanha               | 40 – 35 (pro2)                  | Argentina | Kristianstad Arena, Kristianstad |
| 18:00         | Gensheimer, Glandorf 9 | (13–12; 27–27; 31–31) Relatório | Simonet 7 | Árbitro: SWE Canbro e Claesson   |

### Disputa pelo 9º lugar
| 27 de janeiro | Noruega   | 32 – 31 (pro)            | Sérvia | Kristianstad Arena, Kristianstad                    |
| 20:30         | Tvedten 9 | (14–16; 29–29) Relatório | Ilić 7 | Público: 2 141 Árbitro: UAE Al-Marzouqi e Al-Nuaimi |

### Disputa pelo 7º lugar
| 28 de janeiro | Hungria        | 31 – 28           | Polônia   | Kristianstad Arena, Kristianstad |
| 18:00         | G. Iváncsik 11 | (16–14) Relatório | Jurecki 6 | Árbitro: FRA Lazaar e Reveret    |

### Disputa pelo 5º lugar
| 28 de janeiro | Islândia      | 33 – 34           | Croácia  | Malmö Arena, Malmö                         |
| 20:30         | Sigurðsson 10 | (16–14) Relatório | Buntić 9 | Público: 7 436 Árbitro: ROU Stark e Ştefan |

## Fase final
|  | Semifinais                   | Semifinais                   |    |                       | Final                 | Final |  |
|  |                              |                              |    |                       |                       |       |  |
|  | 28 de janeiro – Malmö        |                              |    |                       |                       |       |  |
|  | França                       | 29                           |    |                       |                       |       |  |
|  | Suécia                       | 26                           |    |                       |                       |       |  |
|  |                              |                              |    |                       |                       |       |  |
|  |                              |                              |    |                       | 30 de janeiro – Malmö |       |  |
|  |                              |                              |    |                       | França (pro)          | 37    |  |
|  |                              | Dinamarca                    | 35 |                       |                       |       |  |
|  |                              |                              |    |                       |                       |       |  |
|  |                              |                              |    |                       |                       |       |  |
|  |                              |                              |    |                       | Terceiro lugar        |       |  |
|  | 28 de janeiro – Kristianstad | 28 de janeiro – Kristianstad |    | 30 de janeiro – Malmö | 30 de janeiro – Malmö |       |  |
|  | Dinamarca                    | 28                           |    | Suécia                | 23                    |       |  |
|  | Espanha                      | 24                           |    |                       | Espanha               | 24    |  |

### Semifinais
| 28 de janeiro | França          | 29 – 26           | Suécia    | Malmö Arena, Malmö                           |
| 18:00         | Gille, Guigou 8 | (15–12) Relatório | Källman 6 | Público: 11 477 Árbitro: GER Geipel e Helbig |

| 28 de janeiro | Dinamarca | 28 – 24           | Espanha    | Kristianstad Arena, Kristianstad              |
| 20:30         | Hansen 9  | (12–12) Relatório | Cañellas 6 | Público: 4 234 Árbitro: CZE Horáček e Novotný |

### Disputa pelo 3º lugar
| 30 de janeiro | Suécia    | 23 – 24           | Espanha                         | Malmö Arena, Malmö                           |
| 14:30         | Källman 6 | (11–11) Relatório | Gurbindo, Aguinagalde, Romero 4 | Público: 12 145 Árbitro: SLO Krstič e Ljubič |

### Final
| 30 de janeiro | França       | 37 – 35 (pro)            | Dinamarca | Malmö Arena, Malmö                                         |
| 17:00         | Karabatić 10 | (15–12; 31–31) Relatório | Hansen 10 | Público: 12 462 Árbitro: ESP Raluy López e Sabroso Ramírez |

## Classificação final
| Campeão | Vice-campeão | Terceiro lugar |
| França (4º título)Jérôme Fernandez · Didier Dinart · Xavier Barachet · Bertrand Gille · Guillaume Joli · Samuel Honrubia · Daouda Karaboué · Nikola Karabatić · Franck Junillon · Thierry Omeyer · William Accambray · Luc Abalo · Cédric Sorhaindo · Michaël Guigou · Bertrand Roine · Sébastien Bosquet · Arnaud Bingo | DinamarcaNiklas Landin Jakobsen · Thomas Mogensen · Mads Christiansen · Lasse Boesen · Jacob Bagersted · Rasmus Lauge · Lars Christiansen · Anders Eggert · Sørenn Rasmussen · Bo Spellerberg · Jesper Nøddesbo · Lasse Svan Hansen · Hans Lindberg · Rene Toft Hansen · Kasper Søndergaard · Mikkel Hansen · Kasper Nielsen | Espanha José Javier Hombrados · Alberto Entrerríos · Eduardo Gurbindo · Albert Rocas · Jorge Maqueda Peño · Rubén Garabaya · Raúl Entrerríos · Julen Aguinagalde · Roberto García Parrondo · Cristian Ugalde · Arpad Šterbik · Juanín García · Iker Romero · Chema Rodríguez · Joan Cañellas · Viran Morros |

| 4  | Suécia        |
| 5  | Croácia       |
| 6  | Islândia      |
| 7  | Hungria       |
| 8  | Polônia       |
| 9  | Noruega       |
| 10 | Sérvia        |
| 11 | Alemanha      |
| 12 | Argentina     |
| 13 | Coreia do Sul |
| 14 | Egito         |
| 15 | Argélia       |
| 16 | Japão         |
| 17 | Eslováquia    |
| 18 | Áustria       |
| 19 | Romênia       |
| 20 | Tunísia       |
| 21 | Brasil        |
| 22 | Chile         |
| 23 | Bahrein       |
| 24 | Austrália     |